# Alfred Rücker (Schauspieler)
Alfred Rücker (* 5. Januar 1945 in Wien) ist ein deutscher Schauspieler und Radiomoderator.

## Leben
Rücker wuchs in Weimar in der DDR auf. Seine Familie stammte aus Hamburg.
Von 1967 bis 1971 absolvierte er ein Schauspielstudium an der Hochschule für Film und Fernsehen (HFF) in  Potsdam-Babelsberg. Er übernahm bereits während seines Studiums Aufgaben in Produktionen der DEFA. So spielte er im Kinofilm Verdacht auf einen Toten eine Hauptrolle. Danach war er zunächst freiberuflich tätig.
Bekannt wurde er mit der Darstellung des Polizeimeisters Lutz Subras in der Serie Polizeiruf 110 des DDR-Fernsehens. Er verkörperte diese Rolle 29-mal in der Zeit von 1972 bis 1977. Als Polizeimeister und Assistent der höherrangigen Chefermittler blieb sein Charakter immer der „junge Mann“ vom Dienst. Im damaligen Vorspann der Serie war er auf dem Schießstand zu sehen. Neben seinen Polizeiruf-Auftritten nahm er nur wenige andere künstlerische Aufgaben wahr.
In Zusammenhang mit den Protesten zur Ausbürgerung Wolf Biermanns und einigen Verhaftungen in seinem Bekanntenkreis stellte Rücker 1976 einen Ausreiseantrag, verließ 1979 mit Ehefrau und Sohn die DDR und zog mit der Familie nach Hamburg.
Seit 1981 arbeitete Rücker für den Norddeutschen Rundfunk. Hier war er von 1981 bis 2001 für NDR 2 tätig. Er las die Nachrichten im Morgen- und Tagesprogramm. Anschließend sprach er mehrere Jahre den Nachrichtenüberblick beim Radiosender NDR Info. Vom 20. Mai 2012 bis zum 3. Januar 2021 sprach Rücker auch des Öfteren Offbeiträge in der Tagesschau der ARD.
Außerdem war es seine Stimme, die den legendären Spruch „Mit fünf Mark sind Sie dabei“ in der Werbung für die Fernsehlotterie Die Goldene Eins vor der Tagesschau sagte. Heute ist er im Ruhestand und arbeitet noch gelegentlich als Sprecher beim NDR. Außerdem spricht er in Hörspielen und schult Moderatoren im journalistischen Sprechen. Nebenbei gibt er Seminare, macht Dichterlesungen und Filmsynchronisationen.
Bekannt wurde er in Norddeutschland auch als Rezitator von Teilen aus den Harry-Potter-Büchern.
Inzwischen ist Rücker ein zweites Mal verheiratet und hat einen weiteren Sohn.

## Filmografie
- 1969: Verdacht auf einen Toten
- 1969: Weite Straßen – stille Liebe
- 1971: Du und ich und Klein-Paris
- 1971: Optimistische Tragödie
- 1972: Lützower
- 1972: Die Bilder des Zeugen Schattmann (TV-Vierteiler)
- 1972: Polizeiruf 110: Die Maske (Fernsehreihe)
- 1972: Polizeiruf 110: Ein bißchen Alibi
- 1972: Polizeiruf 110: Blütenstaub
- 1972: Polizeiruf 110: Das Ende einer Mondscheinfahrt
- 1972: Die große Reise der Agathe Schweigert
- 1973: Polizeiruf 110: In der selben Nacht
- 1973: Polizeiruf 110: Gesichter im Zwielicht
- 1973: Polizeiruf 110: Vorbestraft
- 1974: Wolz – Leben und Verklärung eines deutschen Anarchisten
- 1974: Polizeiruf 110: Per Anhalter
- 1974: Polizeiruf 110: Lohnraub
- 1974: Polizeiruf 110: Die verschwundenen Lords
- 1974: Polizeiruf 110: Kein Paradies für Elstern
- 1974: Polizeiruf 110: Das Inserat
- 1974: Polizeiruf 110: Nachttaxi
- 1975: Polizeiruf 110: Der Mann
- 1975: Polizeiruf 110: Heiße Münzen
- 1975: Polizeiruf 110: Ein Fall ohne Zeugen
- 1975: Polizeiruf 110: Der Spezialist
- 1975: Polizeiruf 110: Die Rechnung geht nicht auf
- 1975: Polizeiruf 110: Zwischen den Gleisen
- 1975: Polizeiruf 110: Das letzte Wochenende
- 1976: Polizeiruf 110: Reklamierte Rosen
- 1976: Polizeiruf 110: Schwarze Ladung
- 1976: Polizeiruf 110: Der Fensterstecher
- 1976: Polizeiruf 110: Eine fast perfekte Sache
- 1976: Polizeiruf 110: Bitte zahlen
- 1977: Zur See (Fernsehserie, Folge 4: Die Kollision)
- 1977: Polizeiruf 110: Vermißt wird Peter Schnok
- 1977: Polizeiruf 110: Trickbetrügerin gesucht
- 1977: Polizeiruf 110: Des Alleinseins müde
- 1977: Polizeiruf 110: Alibi für eine Nacht
- 1982: St. Pauli-Landungsbrücken (Fernsehserie, Folge: Zwei ziehen zusammen)
- 1983: Die Geschwister Oppermann (TV-Mehrteiler)
- 1991: Im Kreis der Lieben
- 2006: Neues aus Stenkelfeld

## Radio- und Fernsehen
- 1981–2010: Nachrichtensprecher bei NDR 2 und NDR Info
- 2012–2021: Tagesschau als Sprecher von Beiträgen

## Hörspiele (Auswahl)
- 1987: Asterix (Europa): Die große Überfahrt (22) als Tuborgsen
- 1987: Barbie (Europa): Barbie und die Verfolgungsjagd (11) als Verkäufer
- 1987: Playmobil: Der Geist von Burg Rabenfels (3) als Herzog Heinrich
- 1988: Masters of the Universe: Das Zepter der unendlichen Macht (30) als Choras

### Holle Honig
1987
Holle Honig im Zirkus (1) als Erzähler, Holle Honig als Pannenhelfer (2) als Erzähler, Holle Honig und der Wettlauf (5) als Erzähler, Holle Honig auf Seefahrt (6) als Erzähler, Holle Honig in der Bäckerei (7) als Erzähler, Holle Honig auf dem Bahnhof (8) als Erzähler, Holle Honig und die Schwarze Hand (9) als Erzähler
1988
Holle Honig in Gefangenschaft (10) als Erzähler, Holle Honig und das Go-Kart-Rennen (11) als Erzähler, Holle Honig auf dem Moorhof (12) als Erzähler, Wundersame Weihnacht (19) als Erzähler